# Segmentocolumnus kildarensis
Segmentocolumnus kildarensis is een keversoort uit de familie zwartlijven (Tenebrionidae). De wetenschappelijke naam van de soort is voor het eerst geldig gepubliceerd in 1986 door S. K. Donovan.